# Fångkoloni
En fångkoloni var i Sverige en föregångare till de öppna anstalterna. På fångkolonierna satt personer som dömts till kortare straff, men även personer som visat sig skötsamma och som suttit av del av sitt straff vid annan anstalt. Kolonierna tillkom efter andra världskriget och de intagna sysselsattes till exempel inom jord-, skogs- och trädgårdsbruk, väg- och verkstadsarbeten. Den första fångkolonin i Sverige var Singeshult sydväst om Lidhult i Kronobergs län och som togs i bruk 1923. År 1948 fanns det 22 fångkolonier i landet.  Avvecklingen av fångkolonierna skedde gradvis, men främst under 1960-talet. 

## Svenska fångkolonier
- Bogesund
- Bredsjönäs
- Eleonora
- Hyttan
- Högskogen
- Långmore
- Mon
- Oppeby
- Sandsjön
- Singeshult
- Skåltjärn
- Smälteryd
- Ståtenbo
- Svarttjärn[5]
- Tygelsjö
- Älgberget
- Ödevata